# IMAM Ro.44

El IMAM Ro.44 fue un hidroavión de caza desarrollado en Italia, un derivado monoplaza del Ro.43 que voló por primera vez en octubre de 1936.

## Diseño y desarrollo
Mientras que el Ro.43 sufrió serios problemas, el Ro.44 fue un fracaso absoluto. Armado con dos ametralladoras Breda-SAFAT de 12,7 mm instaladas en el morro, el fuselaje trasero del Ro.43 fue rediseñado para prescindir del puesto del observador, y se realizaron cambios en la cola. En general, las prestaciones se mantuvieron casi idénticas a las del Ro.43, aunque el Ro.44 era más maniobrable. Las alas estaban articuladas por su parte trasera para permitir su pliegue hacia atrás. Disponía de un único flotador principal central de madera recubierto de contrachapado, con dos más pequeños de equilibrio en la parte inferior del ala.

## Historia operacional
Aunque era lo suficientemente rápido para interceptar máquinas como los Fairey Swordfish y Seafox, sus prestaciones reales (y sus capacidades de navegación) eran tan pobres, que de los 51 ejemplares ordenados, solo se produjeron 35 aparatos, comenzando la producción en febrero de 1937. Fueron usados solo en el Mar Egeo, disponiendo la 161 Squadriglia de siete aviones en servicio al comienzo de la Segunda Guerra Mundial, pero fueron rápidamente retirados de primera línea y enviados a las escuelas de hidroaviones. Fue el último biplano diseñado por OFM/IMAM.

## Operadores
Italia
- Regia Aeronautica

## Especificaciones
Referencia datos: War Planes of the Second World War:Volume Six Floatplanes

### Características generales
- Tripulación: Uno (piloto)
- Longitud: 9,7 m (31,9 ft)
- Envergadura: 11,6 m (38 ft)
- Altura: 3,5 m (11,5 ft)
- Superficie alar: 33,4 m² (359,5 ft²)
- Peso vacío: 1674 kg (3689,5 lb)
- Peso cargado: 2226 kg (4906,1 lb)
- Planta motriz: 1× motor radial de 9 cilindros refrigerado por aire Piaggio P.X R..
  - Potencia: 520 kW (717 HP; 707 CV)
- Hélices: Tripala

### Rendimiento
- Velocidad máxima operativa (Vno): 311 km/h (193 MPH; 168 kt)
- Velocidad crucero (Vc): 188 km/h (117 MPH; 102 kt)
- Alcance: 1199 km (647 nmi; 745 mi) (2 h)
- Techo de vuelo: 7000 m (22 966 ft)

### Armamento
- Ametralladoras: 

  - 2x Breda-SAFAT de 12,7 mm fijas en el morro

## Aeronaves relacionadas

### Secuencias de designación
- Secuencia Ro._ (interna de IMAM): ← Ro.37 - Ro.41 - Ro.43 - Ro.44 - Ro.51 - Ro.57 - Ro.58 →